# Giuseppe Curci
Giuseppe Curci (Barletta, Pulla, 15 de juny de 1808 - Nàpols, Campània, 5 d'agost de 1877) fou un compositor italià del Romanticisme.
Fou deixeble de Zingarelli i de Crescentini, i no sortí del Conservatori fins als vint-i-sis anys. Residí successivament a Viena, París i Londres, on assolí gran popularitat com a professor de cant.
A més de sis misses i més de 60 composicions religioses de menys importància, cantates. melodies, un mètode de solfeig i un altre de cant, va escriure les òperes següents:
- Il medico e la morte;
- Il Proscritto;
- Un matrimonio conciuso per la bugie;
- Don Desiderio;
- Un'oradi prigione;
- I dodici Tabarri.